# Victorian Periodicals Review
Victorian Periodicals Review (« Revue des périodiques victoriens ») est une revue trimestrielle à comité de lecture consacrée à l'histoire de la presse à l'époque victorienne. Créée en 1968 sous le nom Victorian Periodicals Newsletter, elle a pris son nom actuel en 1979. Elle est publiée par Johns Hopkins University Press.